# Boto
Boto é uma palavra portuguesa para designar, de forma geral, golfinhos. Em Portugal, no século XX, a palavra tem caído em desuso, estando cada vez mais circunscrita às comunidades piscatórias do Norte, onde o nome é ainda usado para designar a toninha-comum. No Brasil, o termo boto é usado como sinônimo de  golfinho para se referir a algumas espécies específicas, sobretudo as de água doce como o boto-cor-de-rosa, nativo da Amazônia, mas também o boto-cinza, o golfinho-do-rio-da-prata (também chamado franciscana e toninha, apesar deste animal não pertencer a família Phocoenidae) e, de modo geral, outros mamíferos da ordem Cetacea, nativos da Amazônia. As únicas exceções é o uso do termo para se referir ao boto-do-índico e ao boto-de-burmeister, cetáceos de água salgada que são geneticamente mais próximos das toninhas verdadeiras e dos marsuínos (Phocoenidae) do que dos botos de água doce. Os botos de água doce, como o boto-cor-de-rosa, são considerados por alguns zoólogos como as espécies atuais mais primitivas de golfinhos.
Embora algumas pessoas se refiram ao boto como peixe-boto, os botos não são peixes, mas mamíferos aquáticos.

## Etimologia
"Boto" provém do latim tardio buttis, como "toninha" é oriundo do latim tardio thunnina.

## Espécies

### GêneroSotalia(famíliaDelphinidae- superfamíliaDelphinoidea)
- O tucuxi (Sotalia fluviatilis) vive nos rios da Amazônia.
- O boto-cinza ou costero (Sotalia guianensis) antes era considerado uma subspécie do tucuxi (Sotalia fluvitialis guianensis) é pouco encontrado na água doce ou em estuários, sendo mais comum na costa marinha desde o sul da América Central até o sudeste brasileiro.

#### GêneroPhocoena(famíliaPhocoenidae- superfamíliaDelphinoidea)
- Boto-de-burmeister ou toninha-de-burmeister (Phocoena spinipinnis), é marinho e vive a partir de Santa Catarina para o sul.

#### GêneroInia(único gênero com espécies não extintas da famíliaIniidae- superfamíliaInioidea)

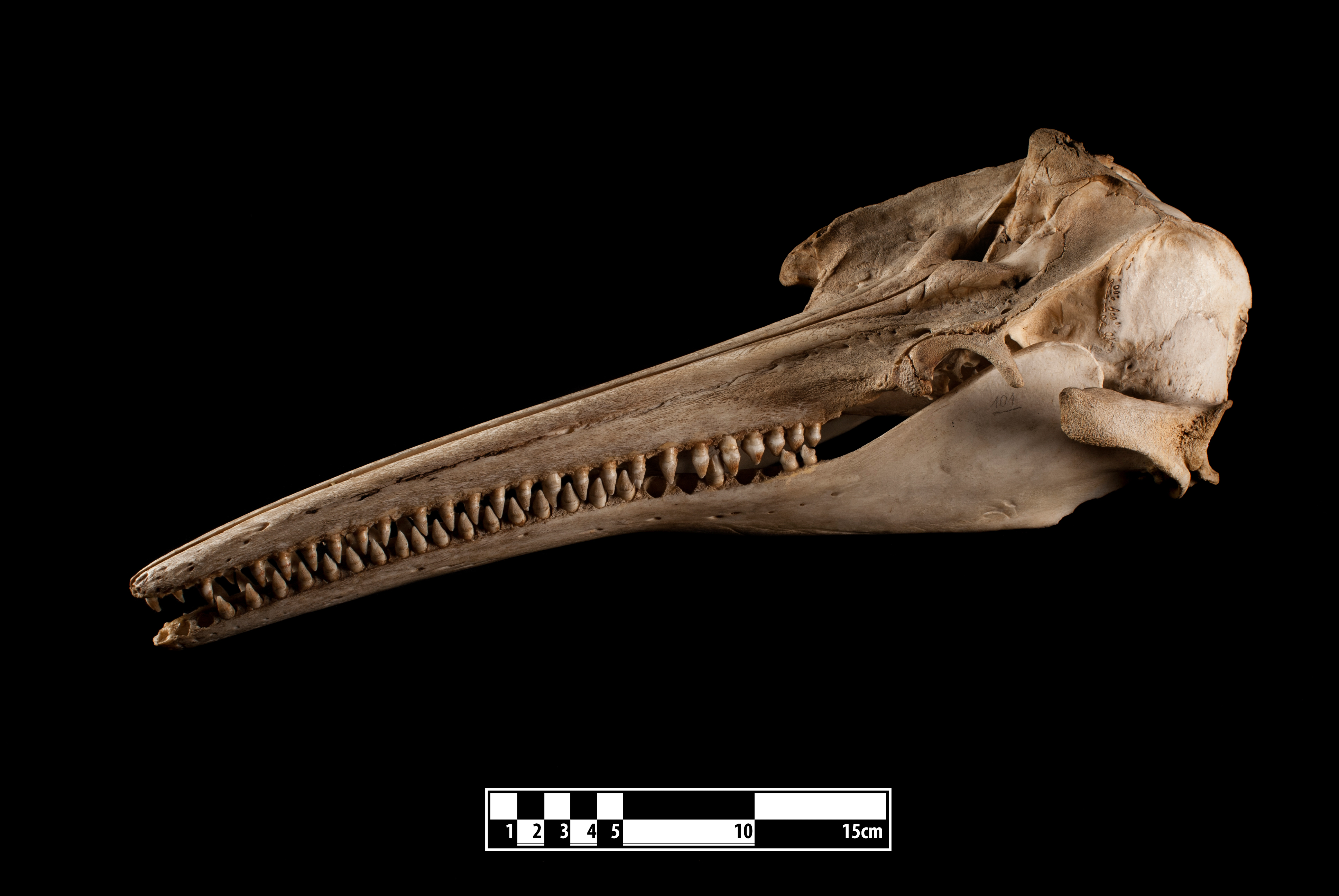
Crânio de boto (Inia spp.)

- O boto-cor-de-rosa (Inia geoffrensis) é endêmico dos rios da Amazônia, e está colocado na categoria "vulnerável" da União Internacional para a Conservação da Natureza e dos Recursos Naturais. Existem duas subspécies: I. g. geoffrensis e a de I .g. humboldtiana.

- O boto-boliviano (Inia boliviensis) também é considerado por alguns cientistas como uma terceira subspécie do boto amazônico (Inia geoffrensis boliviensis).
- O boto-do-araguaia (Inia araguaiensis).

#### GêneroPontoporia(único gênero da famíliaPontoporiidae -superfamíliaInioidea)
- O golfinho-do-rio-da-prata (Pontoporia blainvillei), marinho, que vive do Espírito Santo para o sul e é a única espécie do gênero Pontoporia e da família Pontoporiidae. É considerado uma espécie vulnerável, ou seja, ameaçada de extinção, assim como o boto-vermelho.

#### Botos extintos
- Goniodelphis hudsoni - família Iniidae
- Meherrinia isoni - família Iniidae
- Ischyrorhyncus vanbenedeni ou Anisodelphis brevirostratus - família Iniidae
- Saurocetes argentinus ou Pontoplanodes obliquus - família Iniidae
- Saurocetes gigas - família Iniidae
- Auroracetus bakerae - família Pontoporiidae

### Outros golfinhos de água doce

#### GêneroPlatanista(único gênero da famíliaPlatanistidae)
- O Platanista gangetica possui duas subspécies: o golfinho do rio Ganges (P. g. gangetica) e o golfinho do rio Indo (P. g. minor).

#### GêneroLipotes(único gênero da famíliaLipotidae, que é a única família da superfamíliaLipotoidea)
- O baiji (Lipotes vexillifer) habita (ou habitava) alguns poucos rios da China. Atualmente é considerado uma espécie criticamente ameaçada, e provavelmente está extinta, já que não foi visto desde 2006.

## O boto nos mitos
Diz a lenda amazônica que o boto pode se transformar e ir às festas da região na forma de um homem bonito e forte, vestido de branco, bronzeado e muito perfumado, que convida as moças para dançar e depois as seduz. Mas o boto nunca tira o chapéu para esconder seu segredo: um buraco na cabeça por onde ele respira. Ele também toma muito cuidado para ir embora das festas antes do amanhecer.
Por isso, toda donzela era alertada por suas mães para tomarem cuidado com flertes que recebiam de belos rapazes em bailes ou festas. Por detrás deles, poderia estar a figura do boto, um conquistador de corações, que pode engravidá-las e abandoná-las.
A lenda serve como pretexto para moças justificarem a gravidez sem casamento. "Foi o boto", dizem.
Há um filme no Brasil que fala sobre a lenda do boto: Ele, o boto.